# Reinhold Heuer
Reinhold Rudolf Heuer (ur. 9 grudnia 1867 w Rudaku, zm. 25 lutego 1946 w Getyndze) – niemiecki historyk sztuki, pastor.

## Życiorys
Jego rodzicami byli stolarz i rolnik Ernest Heuer oraz Emilia Fehlauer (pochodząca ze Stawek). Szkołę podstawową ukończył w Rudaku, zaś średnią i gimnazjum realne w Toruniu. W 1886 roku zdał maturę. Studiował na uniwersytetach w Królewcu, Heidelbergu i Berlinie teologię, historię sztuki i germanistykę.
W latach 1893–1897 był pastorem w Kisielicach. 1 lipca 1897 roku przeprowadził się do Torunia, gdzie zamieszkał przy ulicy Podgórnej 48. Od 5 maja 1897 roku do 1934 roku był pastorem parafii św. Jerzego. Dzięki jego staraniom ewangelicy kupili parcelę i w 1907 roku wybudowali kościół św. Jerzego (obecnie Matki Boskiej Zwycięskiej) na Mokrem.
Jego prace naukowe dotyczyły głównie historii i sztuki Torunia i okolic. W swoich pracach podkreślał niemiecki rodowód i charakter Torunia. Na początku października 1914 roku, przy okazji kładzenia rur gazowych na Czerwonej Drodze, odkrył ślady zburzonego w 1811 roku średniowiecznego kościoła św. Jerzego. Opisane przez niego fundamenty kościoła odnaleziono ponownie w 2015 roku.
Należał do niemieckiego stowarzyszenia naukowego Coppernicus-Verein für Wissenschaft und Kunst, gdzie pełnił tam na przemian funkcję prezesa i wiceprezesa. Organizował wykłady w niemieckim klubie Deutsches Heim.
Po 1920 roku pozostał w Toruniu, gdzie sprawował duchową pieczę nad mniejszością niemiecką wyznania ewangelickiego. W wyniku gwałtownego spadku ludności niemieckiej konstystorz poznański podjął decyzję o redukcji stanowisk kościelnych w Toruniu. W efekcie w 1921 roku Heuer pozostał jedynym pastorem w mieście. Po przyłączeniu Torunia do Polski Heuer organizował wydarzenia integrujące niemiecką społeczność ewangelicką Torunia. Prowadził on towarzystwa: Zweigverein des Evangelischen Bundes, Thorner Gustav-Adolf Zweigverein, Thorner Bibelgesellschaft (Toruńskie Towarzystwo Biblijne), Blaukreuzverein (Stowarzyszenie Niebieskiego Krzyża zajmujące się walką z uzależnieniem od alkoholu). 14 marca 1926 roku zorganizował zjazd delegatów gmin ewangelickich. Według Heuera, zjazd miał zapobiec polonizacji ludności niemieckojęzycznej i związany z tym odpływ ewangelików do Kościoła katolickiego.
Jako podejrzany o działalność antypaństwową był obserwowany przez policję. Służby państwowe nie zdołały udowodnić oskarżeń, ponieważ potencjalni świadkowie wywodzący się z ludności niemieckiej odmawiali udzielania informacji. Heuer podczas kazań, przemówień i spotkań Coppernicus-Verein wyrażał swoje negatywne stanowisko do spraw polskich. Wielokrotnie podkreślał niemiecki charakter miasta, twierdził, że Toruń wiele zyskał dzięki zakonowi krzyżackiemu i rządom pruskim. W 1924 roku był organizatorem uroczystości upamiętniających egzekucję burmistrza Torunia Jana Gotfryda Rösnera, skazanego za dopuszczenie i podżeganie do tumultu toruńskiego. O tumulcie Heuer przypomniał również 13 stycznia 1929 roku podczas nabożeństwa wieczornego z okazji 10-lecia założenia Evangelische Frauenhilfe. W 1927 roku wsparł rodziny uczące dzieci języka niemieckiego. W 1934 roku wydał zgodę na odprawienie nabożeństwa dla dzieci w dniu imienin Ignacego Mościckiego. Decyzję podjął po interwencji pani Świerczykowskiej, kierowniczki szkoły podstawowej z niemieckim językiem nauczania. Jednocześnie nie zgadzał się na odprawienie nabożeństwa w rocznicę 11 listopada 1918 roku twierdząc, że jest to dzień żałoby wśród Niemców.
Był przeciwnikiem nazizmu. Krytykował postulaty Partii Młodoniemieckiej w Polsce. Namawiał toruńską radę kościelną do zakazania włączania do spraw kościelnych kwestii politycznych, a szczególnie narodowosocjalistycznych.

## Wkład naukowy
W monografii dotyczącej kościoła św. Jerzego z 1907 roku (Thorn-St. Georgen. Geschichte der Georgengemeinde, ihrer alten Kirche und ihres Hospitals. Baugeschichte und Baubeschreibung der neuen Georgenkirche in Thorn- Mocker) Heuer wymienił oraz opisał sprzęt wraz z inskrypcjami i znakami złotniczymi. Informacje o wyposażeniu kościoła pochodzące z pracy Heuera oraz z publikacji  Die Edelschmiedekunst früherer Zeiten in Preussen Eugena von Czihaka z 1908 roku pozwoliły uzupełnić stan wiedzy na temat historii kościoła św. Jerzego. Większość naczyń opisanych przez Heuera i Czihaka po 1945 roku przepadła lub została zniszczona. Heuer badał również historię kościoła św. Jana Chrzciciela i św. Jana Ewangelisty w Toruniu. Podobnie jak Conrad Steinbrecht uważał, że świętojański krucyfiks tęczowy, znajdujący się w zwieńczeniu ołtarza głównego, pochodzi z ok. 1400 roku.

## Publikacje
(na podstawie materiałów źródłowych)
- Thorn-St. Georgen. Geschichte der Georgengemeinde, ihrer alten Kirche und ihres Hospitals. Baugeschichte und Baubeschreibung der neuen Georgenkirche in Thorn- Mocker (Toruń 1907)
- Die Werke der bildenden Kunst und des Kunstgewerbes in Thorn bis zum Ende des Mittelalters (Toruń 1916)
- Die drei Artushöfe und der Junkerhof in Thorn (Toruń 1917)
- Vom katholischen Thorn vor Luther und wie Thorn evangelisch wurde (Toruń 1917)
- Das Thorner Coppernicus-Denkmal und sein Schöpfer Friedrich Tieck (Toruń 1920)
- Die altstädttische Evangelische Kirche in Thorn. Ein Beitrag zur Kirchen- und Kunstgescichte (Toruń 1929)
- Siebenhundert Jahre Thorn (Gdańsk 1931)
- Zur Kunstgeschichte und Problematik des evangelischen Kirchenbaues des 18. Jahrhunderts in den abgetretenen Gebieten Westpreussens und Posens, erläutert an der altstädtischen evangelischen Kirche zu Thorn (1933)[19]
- Drei Jahrhunderte Bauernleben in der Weichselniederung, fünfhundertfünfzig Jahre Bürgerleben in der Stadt Thorn: im Spiegel meiner und meiner Frau Vorfahren (Poznań 1935)

Ponadto w 1925 roku wydał książkę z 45 reprodukcjami rysunków toruńskiego białoskórnika i rysownika-amatora Georga Friedricha Steinera. Książka została poprzedzona komentarzem Heuera.